# Pendulothecium auriculatum
Pendulothecium auriculatum là một loài Rêu trong họ Neckeraceae. Loài này được (Wilson) Enroth & S. He miêu tả khoa học đầu tiên năm 1991.